# ジャン＝ケヴィン・デュヴェルン
ジャン＝ケヴィン・デュヴェルン（1997年7月12日 - ）はフランスのサッカー選手。ポジションはDF。KVコルトレイク所属。サッカーハイチ代表。

## 経歴
2016年8月5日のトゥールFC戦でデビュー。
2019年、スタッド・ブレスト29に移籍。
2023年8月30日、FCナントに移籍。

### 代表歴
ハイチにルーツを持っているが、2018年5月17日にフランスU-19代表に召集された。
2024年にハイチ代表に選出され、6月6日の2026FIFAワールドカップ予選セントルシア代表戦でA代表初出場。